# Sin Dios
Sin Dios fue una banda  de hardcore punk española, que usaba la música para difundir ideas anarquistas.

## Biografía

### 1988–1989: Comienzos del grupo
El grupo se forma en 1988 tras un viaje a Asturias de Canino (Batería en el grupo punk Olor a Sobako) y Pepe (perteneciente al grupo de thrash Mili KK). El grupo comienza tocando por primera vez en casas ocupadas (destacándose el centro social okupado Minuesa) y en otros lugares en donde prima la autogestión. Desde el comienzo tratan de llevar adelante sus ideas de autogestión y anticapitalismo y para ello se marcan una rigurosa política en todo su trabajo: Los discos se publican siempre a precios populares (la mitad o un tercio de los comerciales), los conciertos siempre son a precios razonables, tanto la entrada como la bebida, no tocan para organizaciones institucionales o partidos políticos (en contra del partidismo), autoproducción de su material y autogestión de los conciertos (nada de mánagers) y no buscar el lucro personal por medio del grupo y tocar por cantidades razonables.

### 1990–1991:Sin Dios... Ni Amoy primera gira
En 1990 se edita la primera maqueta del grupo, ...Ni Amo, la cual contiene 13 canciones fuertemente politizadas; además de las canciones, la maqueta trae un libreto con las letras y comentarios sobre las canciones. De esta maqueta se editan 1000 copias y tras venderse, se canceló la producción por una mala calidad de sonido.
Tras la maqueta, Sin Dios comienza a viajar por España, visitando Asturias, Castilla y León, Castilla-La Mancha, Cataluña, País Vasco, Galicia, Comunidad Valenciana, y algunas ciudades de Andalucía, siempre dentro de los circuitos autónomos y libertarios.
Un año más tarde, Sin Dios graba su primer disco completo: Ruido Anticapitalista, el cual se financia a medias con el sello discográfico Potencial HC. De este disco se venden más de 3000 copias y sigue la línea de grupo-panfleto musical. Después la banda realizó conciertos contra la celebración del Quinto Centenario en 1992, el llamado 20-N.

### 1993–1994:Alerta Antifascistay primer hiato
En 1993 se edita el LP Alerta Antifascista, del que se vendieron más de 4000 copias. Después de estar un año presentando este disco y a raíz del desalojo de la casa okupada de Minuesa, el grupo se separa debido a diferencias entre los propios miembros.

### 1996–1999: Reagrupación yGuerra a la Guerra
Tras un periodo de más de un año y medio, el grupo vuelve a juntarse. En el año 1997, se publica su tercer álbum de estudio Guerra a la Guerra, el cual sigue la misma estructura de los anteriores discos, 19 canciones más un libreto de 64 páginas con comentarios sobre las mismas por 6€. Éste es el primer disco producido por Difusión Libertaria «La Idea» (que no son otros que dos miembros de Sin Dios), PHC y Queimada. Coincidiendo con el lanzamiento del disco cambia el bajista del grupo quedando así: Pepe (guitarra), Canino (batería) y Pepino (bajista). Este disco vende 15 mil copias. Un año más tarde, se comienza una gira por 4 países de Europa: Alemania, Bélgica, Francia y Holanda.
En 1999, se comienza una gira por México, la cual es organizada por la JAR (Juventud Antiautoritaria Revolucionaria).
En agosto de ese mismo año, editan un nuevo trabajo: Solidaridad, primer material en directo de la banda a beneficio de un grupo de anarquistas brasileños con problemas judiciales y perseguidos por grupos de extrema derecha por su militancia antifascista.

### 2001–2003:Ingobernablesy nueva gira por Europa
Luego de la gira se comienza la grabación de Ingobernables. Con el término de esta grabación, el bajista Pepino se retira del grupo. Mientras la banda buscaba un nuevo bajista, se edita un vídeo llamado "Sin dios, 10 años de autogestión", el cual es editado junto con el Taller de vídeo del Sindicato de Artes Gráficas y Espectáculos de C.N.T.
En esas fechas es cuando SKULD Releases, un importante sello alemán, edita un doble LP con los tres discos de Sin Dios, en formato de lujo, lo que supone el reconocimiento del grupo en Europa con un aumento de popularidad.
Posteriormente se encuentra un bajista, Javi "Guti" y el grupo se va nuevamente de gira esta vez por Suiza, Portugal e Italia.
Un año después de haber editado Ingobernables, es lanzado en formato libro-Cd, con 108 páginas de letras, textos y propaganda subversiva. Después de este lanzamiento, la banda se ha dedicado a dar conciertos por España y América.
En Hispanoamérica, especialmente, cada vez que la banda se ha presentado a tocar, han ocurrido incidentes en los cuales ha terminado interviniendo la policía.

### 2004–2006: Tercer bajista y disolución
En 2004, Sin Dios cambian de bajista una vez más, entrando Perico, quién venía del grupo 37 hostias, y esta nueva formación continúan sus conciertos y apariciones en directo. En 2005 editan un CD doble que reúne Solidaridad y Recortes de Libertad.
El 31 de julio de 2006 publican en la web la disolución del grupo por motivos que se desconocen hasta la fecha. Pero como ellos dicen, su actividad sigue en otros frentes.

## Ideología de la banda

La bandera de la CNT-FAI siempre es vista en sus conciertos.

Los componentes de Sin Dios no hicieron de la banda su único frente de lucha, sino que también procuraron y procuran llevar las ideas revolucionarias a su día a día. (Por ejemplo, cuando la banda se ve obligada a cambiar de bajista, el compromiso y actitud política de los posibles candidatos es algo fundamental).
Los apartados que se detallan a continuación son solo una aproximación de las ideas de la banda en distintos campos dentro de las luchas revolucionarias. Este texto NO ES un estudio ni un artículo completo sobre la ideología de los componentes de la banda, sólo intenta acercar un poco la forma en que estos entienden y buscan un cambio social y la coherencia con éste.

### Anarquismo y sindicalismo
La corriente de anarquismo con el que se identifican va variando con el paso de los años y de las experiencias. Al menos dos de los miembros del grupo fueron (posiblemente sigan siendo) militantes de la Confederación Nacional del Trabajo más conocida por sus siglas, CNT.

- Uno de los objetivos en sus comienzos era difundir las ideas libertarias ¿siguen en esa idea? 
- Canino – Nosotros seguimos “erre” que “erre”, o sea, seguimos con la misma inspiración que en el ’88. Han pasamos muchísimos años y nos sentimos bastante cómodos (...) Lo que nos queda todavía un resquemor, y lo comentamos muchas veces es que nosotros pertenecemos a un anarquismo que no es ortodoxo, que bebe de muchas fuentes. Nosotros mismos venimos de la autonomía, aunque hemos vuelto a la madre iglesia, que es la CNT (risas) y a veces parece que no lo conseguimos transmitir, que la gente se aprende texto de memoria. (...) Estas son nuestras reflexiones, pero nos gusta que la gente aprenda y sea punto de partida. Sobre todo gente joven pero hay gente que lo toma como dogma y no lo entendemos. (Entrevista en Indymedia Uruguay)

Algunos miembros del grupo participaron en el movimiento de objeción de conciencia declarándose insumisos a la orden de realizar el servicio militar obligatorio o el servicio social sustitutorio que exigía el Estado español hasta el año 1998.

Canino - para mi el tema de la insumisión no es victorioso, a pesar que los tres somos insumisos, lo único que hemos logrado es la aceleración de un cambio de modelo en el militarismo con la creación de un ejercito de mercenarios al servicio del poder. Como siempre rentabilizaremos muy poco nuestras victorias, pues lo que tenemos ahora es un ejercito progresista que contará con las simpatías de gran parte de la población. Por eso hay que seguir con la lucha antimilitarista.(Entrevista Virtual Zine)

### Ocupación
Forman parte desde el principio del grupo en el movimiento ocupa. Siendo parte ellos mismos de diversas ocupaciones así como colaborando en muchas otras. La mayoría de los conciertos de Sin Dios se realizan en casas ocupadas. Aun así, son muy críticos con determinadas actitudes:

Alguno salimos muy quemados de alguna ocupación y de esa gentuza que hace de esto un medio de vida para parasitar, traficar y vegetar en el nuevo movimiento hippie de los 90’s. Por eso repetimos siempre que es un medio, nunca un fin y que si se convierte en un fin donde nos recluyamos en ghettos es mejor que se vayan a la mierda las ocupaciones.(Entrevista Virtual Zine)

### Ecologismo
Dentro del movimiento ecologista, más concretamente de la rama antiespecista o animalista, surgieron algunas voces muy críticas con Sin Dios puesto que sus miembros no siguen (o por lo menos no "abanderan") un modo de vida vegetariano o vegano. Dentro del "mundillo" de los fanzines y foros anarquistas hubo numerosas discusiones al respecto, especialmente en Hispanoamérica, que fue allí, durante una de las giras de Sin Dios, donde se originó el debate (en ocasiones con cierto ensañamiento sobre el grupo). Los miembros de Sin Dios se expresaron como sigue:

Canino - El vegetarianismo-veganismo nos parece bien como postura ética o personal nunca como postura política y lo seguimos reafirmando. Para nosotros vegetarianismo-veganismo es una postura interclasista ética muy respetable pero –lo volvemos a repetir- si algún día hiciéramos la revolución nosotros no estaríamos a favor de una revolución vegana sino a una revolución social.(...)Por eso dijimos la frase que más les ha dolido a estos sectores. Pues sí, nosotros estaríamos de acuerdo en socializar los mataderos.

Al margen de estas discusiones, la posición de la banda con respecto al movimiento ecologista y medioambiental se podría englobar dentro de la  llamada ecología social, siendo Murray Bookchin un famoso ideólogo de esta corriente al que ellos hacen mención en alguno de sus  trabajos.

### Antiimperialismo
Durante el inicio de la ocupación norteamericana de Irak en abril de 2003, muere por el disparo de un tanque estadounidense en Bagdad mientras realizaba su trabajo José Couso, cámara del canal de televisión Tele 5 y hermano de Javier Couso Canino, el batería de la banda.
Este hecho hace que los hermanos, amigos y familiares de José Couso inicien una lucha por el reconocimiento de dicha muerte como un crimen de guerra y para conseguir que se juzgue y se condene a todos los responsables de la muerte de José Couso. Archivado el 11 de octubre de 2007 en Wayback Machine.
A partir de este acontecimiento y la dura lucha que origina, larga y difícil, la banda disminuye su actividad, retomando esta durante ciertas temporadas.

### Propaganda anarquista
Aparte de Sin Dios, varios de sus miembros crean el proyecto "Difusión Libertaria La Idea".

El objetivo, como el propio nombre enuncia, es la extensión de los valores e ideas libertarias o anarquistas, a través de la cultura y todos los soportes que la tecnología pone a nuestro alcance.
Son varias las actividades que realizamos, siendo la más visible el mantenimiento de un local abierto al publico, en el centro de Madrid, que funciona como librería anarquista, tienda de ruido (punk, HC, Crust, Power violence...) y punto de encuentro para la gente interesada en estos temas.

Como sello editor, hemos sacado a la calle trabajos de bandas de punk hardcore de ideología anarquista o que entienden la música desde la independencia y el "hazlo tu mismo", como forma paralela de continuación a la labor ejercida en el seno de Sin Dios. Es decir aunar la música y la crítica bajo unos principios realmente alternativos, y alejados de los parámetros capitalistas.
(Información de www.laidea.net)

### Música, negocio y "piratería"
El siguiente texto está extraído de un comunicado que sacó el grupo a raíz de un concierto en el cual la organización (Potencial Hardcore) en un intento desafortunado de apoyar los sellos alternativos incluyó, sin consultar a Sin Dios, el lema: “Contra la piratería a los sellos alternativos”. El grupo en desacuerdo con dicho lema sacó un comunicado dejando clara su opinión.

Seguimos siendo fieles a la idea de extensión de la cultura fuera del mercado capitalista con la que empezamos a tocar hace 17 años. Nunca hemos registrado nuestras canciones ni hemos querido saber nada de derechos de autor.(...) Los problemas por los que puedan atravesar los sellos alternativos(...) no encontrarán solución más que en el marco de un debate más profundo que, a nuestro parecer, pasa por la adopción de estas nuevas formas de transmisión de la cultura que la tecnología nos ofrece, cuya potencial revolucionario puede ser enorme.

Sin Dios también generó polémica permitiendo que sus discos se vendieran en una cadena de tiendas de música comercial (Tiendas Tipo).

Tipo es el único medio comercial en el que se distribuyen nuestros trabajos. ¿Esto quiere decir que nos gusta Tipo? ¿Qué nos caen simpáticos? No, es algo táctico. Nos permite llegar a lugares donde no llegamos todavía las distribuidoras revolucionarias y al precio que nosotros marcamos (algo innegociable para Sin Dios). La decisión surgió después de varias charlas y cartas de distintas personas de pueblos y zonas donde no había ni movimiento, ni casas ocupadas, ni distribuidoras... De todas maneras, para no perjudicar al movimiento hemos decidido dar dos o tres meses la distribución en exclusiva a las distris (alternativas) para que no les haga sombra Tipo. Sin Dios no sobrevivimos gracias a Tipo como otros y sabemos cual es nuestro lugar en la barricada.(Entrevista en La Factoría del Ritmo)

La discusión respecto a Tipo ocurrió antes de la aparición de las descargas por Internet y las redes P2P, actualmente, al menos en los productos que ofrece la página web de Tipo, no se encuentran los discos de Sin Dios (aunque siguen encontrándose discos de grupos afines como Los Muertos de Cristo). Es probable que debido a las posibilidades que ofrecen las nuevas tecnologías Sin Dios haya dejado de utilizar las tiendas Tipo (esto último es una suposición no confirmada con el grupo). Ahora, en el sitio web del grupo se puede descargar toda su discografía de manera gratuita.

## Citas de sus trabajos
La realidad supera nuestras letras
Sin Dios

(La huelga)
Terror Capitalista. Exige una respuesta. ¡Hay que darla Ya!

La única forma de pararles los pies es recordarles quien mantienen a quién.

(Canción de Amor por fin me han concedido tu visita.
Hoy no te podré abrazar, pero estos muros no nos separarán.
El frío cristal divide dos mundos, media hora pasa en un segundo.
Tantas cosas que decir y ahora nos quedamos mudos.
Triste cita de amor bajo estricta vigilancia.

(Actúa)
La rebeldía no está en la edad, estalla a lo largo de toda la vida.

La rebeldía no está en la boca, estalla en la sangre y en el corazón.

La rebeldía no está en la imagen, la llevas dentro, dentro de ti.

La rebeldía es coherencia, la coherencia es acción.

(No queremos Paz)
Nuestras derrotas solo prueban que somos poc@s luchando contra la infamia
y de l@s espectadores tan solo esperamos que se avergüencen

(Canción de la desesperación)
Cuando el dolor te hace crecer la rabia y la humillación proyecta una venganza,

las contradicciones reafirman el camino

(La justicia está vendida)
El vasallaje y la cerda explotación se legítima con las leyes

(Medios de comunicación)
Objetividad, un invento del dinero.
Libertad de prensa es libertad del anunciante

(Mundialistas)
¿Sabes tú quién maneja el mundo?
¿Sabes tú quien tiene el poder?
¿Sabes tú quien mueve
los hilos?
¿Sabes tú a quien le toca perder?

(1936, un pueblo en armas)
Entre Berlín y Moscú se fragua la tenaza.

Franco ataca de frente, Líster va por la espalda.

A nazis y estalinistas la revolución espantaba,

pues podía dar a este pueblo todo lo que anhelaba

(La sangre es dinero)
Cuando el fuerte ataca al débil las armas dan razón al pueblo,
metralla y corazón frenan a los asesinos.
Guerra en el Mundo. Las guerras del Capital.
Guerra en el Mundo. ¡¡Guerra a la Guerra!!.

(Contracorriente)
Que dura es la incomprensión, nadar contracorriente.
Hoy luchar por un ideal es andar perdiendo el tiempo.
Los palos no nos dan miedo, la cárcel no nos asusta.
Sólo nos aterroriza que todo siga igual

(Africa)
El emporio económico ordena y manda.
Cuentas abiertas de ayuda al tercer mundo.
Cuentas abiertas por la entente bancaria.
Buen negocio es este de la muerte

(Revolución social)
Nuestra revolución no será perfecta,
apuntará al corazón de la bestia.
Esa bestia que nos roba la vida,
que se llama capitalismo.

(Ingobernables)
Estudia y lucha siempre a partes por igual,
piensa fríamente cuando tengas que actuar.

(Intolerantes)
Mientras la desigualdad se vista de respeto, seremos intolerantes

(política de población)
Malthus proponía que para acabar con la pobreza hay que exterminar a los pobres.
Hoy son el Banco Mundial, el FMI y el Consejo de Población de las Naciones Unidas.
No al control de Población desde los países ricos.

(Hoy como ayer)
Somos de los que soportan la burla del conformismo calmante.
Somos de los que no abandonan, de los que empeñan la vida por un sueño.

(Radical)
Demuestras tu intolerancia llamándonos radicales,
criticándonos sin habernos escuchado.

(Tecnócratas)
Ya no hay derecha, hay centro reformista.
Ya no hay izquierda, sólo hay progresistas.
ni fascistas ni socialistas,

tan solo veo tecnócratas.

(Leer para luchar)
La complacencia es ignorancia.
Gritar por gritar es más bien rebuznar

(Inmigrante ilegal)
Un inmigrante es tu amigo, tu enemigo es el capital.
Las razas no nos separan, nos separa la clase social.

## Discografía
- Todos los discos se editan con un libro que contiene tanto las letras de las canciones como explicaciones, textos y dibujos relacionados. Siempre con la colaboración de numerosas personas implicadas en las luchas que mencionan en sus canciones. Así como también incluyen información de actividades o grupos revolucionarios. la banda también saca alguna edición en vinilo para coleccionistas.

### Sin dios... ni amo(1990) (Maqueta)
Maqueta entera
1. Sin dios
2. Insumisión
3. Las cárceles
4. Muerte al capital
5. Ningún Estado
6. Nuevas generaciones
7. Fascistas
8. El canto de bombas
9. Pero tienes ke luchar
10. La carnicería silenciosa
11. Mi enemigo interior
12. La justicia está vendida
13. Pestilencia
14. Sin dios, sin patria, sin ley
15. marcha fúnebre

### Ruido Anticapitalista(1991)
- Se edita con un libreto de unas 25 páginas. Se reedita en 1998 como ''Ruido Anticapitalista'' y ''Alerta Antifascista'' en un mismo trabajo.

1. Réquiem
2. Canción de la desesperación
3. España
4. La hoguera de la revolución
5. Legal o ilegal
6. La carnicería silenciosa
7. La muerte del rock 'n' roll
8. La justicia está vendida
9. Casa okupada, casa encantada
10. Derriba tus muros de insolidaridad
11. Aguanta sin rechistar
12. Fragmento de Penderecki

### Alerta Antifascista(1993)
Discos "Ruido anticapitalista y Alerta antifascista" enteros
- Se edita con un libreto de unas 25 páginas. Se reedita en 1998 como ''Ruido Anticapitalista'' y ''Alerta Antifascista'' en un mismo trabajo.

1. Alerta antifascista
2. La Huelga
3. Hambre negra, expolio blanco
4. Canción de Amor (Celda de aislamiento)
5. Las cárceles
6. Poema de Mario Benedetti (Recitado)
7. Inmigrante ilegal
8. Unas flores con sorpresa
9. La historia que no cuentan
10. Actúa
11. Nuevas generaciones
12. No queremos Paz sino Victoria

### Guerra a la Guerra(1997)
Disco entero
- Se edita con un libro de 65 páginas.

1. La idea
2. Prensa
3. Educación
4. Mundialistas
5. Miseria y traición
6. Marginación
7. Banderas negras I
8. Aquí se Tortura
9. Ecología social
10. Paga papá
11. 1936, un pueblo en armas
12. No te fíes
13. El exilio
14. Banderas negras II
15. Bacalao
16. Sangre es dinero
17. Precariedad y alienación
18. Contracorriente
19. África

### Solidaridad(1999)
Disco entero
- Disco en directo que se edita, junto con un libro de 36 páginas, en apoyo de varios anarquistas brasileños con problemas judiciales. Se reedita en 2005 como ''Recortes de Libertad'' y ''Solidaridad'' en un mismo CD.

1. Canción de Amor (Celda de aislamiento)
2. La idea
3. La carnicería silenciosa
4. Aquí se tortura
5. Inmigrante ilegal
6. La sangre es dinero
7. La justicia está vendida
8. No queremos Paz sino Victoria
9. Banderas negras
10. Derriba tus muros de insolidaridad
11. Miseria y traición
12. La Huelga
13. Mundialistas
14. Casa okupada, casa encantada
15. Contracorriente
16. Paga papá
17. La hoguera de la revolución
18. 1936, un pueblo en armas
19. Alerta antifascista

### Ingobernables(2000)
Disco entero
- Se edita con un libro de aproximadamente 100 páginas y dos pistas de vídeo en el CD.

1. No te rindas
2. Europol
3. Ingobernables
4. Tribunal Penal Internacional
5. O.T.A.N. No
6. Revolución Social
7. EEUUropa
8. Scala "Crimen de estado"
9. Nuevas tecnologías
10. Intolerantes
11. Vasallos
12. Política de población
13. Egoístas
14. F.I.E.S.
15. Vídeo de "1936, un pueblo en armas"
16. Vídeo de "Ingobernables"

### Sin Dios... más de diez años de autogestión(2000)
Video entero
- Vídeo editado junto con el Taller de vídeo del Sindicato de Artes Gráficas y Espectáculos de C.N.T.

### Odio al Imperio(2002)
Disco entero
- Se edita con un libro de 105 páginas.

1. Mata el miedo
2. Hoy como ayer
3. Mercancía
4. Hablando de anarquismo
5. Radical
6. Toque de queda en Palestina
7. Deuda externa.... abolición
8. Agustín Rueda
9. Tecnócratas
10. El sindicalismo ha muerto
11. El cazador inútil
12. Leer para luchar
13. Narcotráfico
14. Odio al imperio
15. Piratéalos

### Recortes de Libertad(2003)
Disco Entero
- Se edita también con libro. Este disco recoge numerosas canciones que habían sido grabadas para recopilatorios y en splits con otros grupos. Se reedita en 2005 como ''Recortes de Libertad'' y ''Solidaridad'' nuevamente en un mismo CD.

1. Es un montaje
2. Somos así
3. Cultura muerta
4. El poder mundial
5. Perros de presa
6. La vida no es mercancía
7. Génova
8. Huracán (LP ingobernables)
9. Di no al speed
10. El libro y la bala
11. Satanismo no
12. Terrorismo patronal
13. La solidaridad
14. Tienes que luchar
15. Autogestión
16. Huracán
17. Réquiem (Directo)
18. Sistema de enseñanza (Directo)
19. Hablando de anarquismo (Directo)
20. Hijos del trabajo